# Fritz Sennheiser

Fritz Sennheiser (rechts)

Fritz Sennheiser (Berlijn, 9 mei 1912 – Wedemark, 17 mei 2010) was een Duits elektrotechnicus en oprichter van het familiebedrijf Sennheiser Electronic, fabrikant van audioapparatuur.

## Biografie
Sennheiser was van jongs af aan geïnteresseerd in radio's en elektronica. Als elfjarige jongen bouwde hij eigenhandig een kristalradio. Eigenlijk wilde hij landschapsarchitect worden, maar vanwege de slechte arbeidsvooruitzichten tijdens de crisisjaren besloot hij elektrotechniek te studeren aan de Technische Universiteit Berlijn. Met telecommunicatie als specialisatie verkreeg hij in 1936 zijn diploma aan het Heinrich Hertz Institut en werd er aansluitend wetenschappelijk assistent.
In 1938 veranderde Sennheiser van functie om samen met professor Oskar Vierling van de TU Hannover het Institut für Hochfrequenztechnik und Elektroakustik (Instituut voor radiofrequentietechniek en elektroakoestiek) op te richten. In 1940 promoveerde hij onder Vierling. Gedurende de Tweede Wereldoorlog werkte Sennheiser aan het gecodeerd verzenden van radioberichten voor het Duitse leger.
Het instituut werd in 1943 na een bombardement verplaatst naar Wenneborstel, ten noorden van Hannover. In de periode kort na de oorlog nam Fritz Sennheiser het initiatief en startte op 1 juni 1945 samen met zeven andere collega-ingenieurs het Laboratorium Wenneborstel (Labor W) op. De eerste producten die Sennheiser produceerde waren buisvoltmeters en microfoons voor Siemens. Vanaf de jaren 1950 kwamen daarbij richtmicrofoons (shotgun-microfoon), de open hoofdtelefoon en draadloze microfoons bij. In 1958 veranderde hij de naam van het bedrijf in 'Sennheiser electronic GmbH & Co. KG'.
Onder leiding van Sennheiser en met een sterke marktstrategie op het gebied van audioapparatuur groeide zijn bedrijf uit tot een internationaal opererend bedrijf,van 600 medewerkers in de jaren 1960 tot 2100 nu. In 1982 trad de 70-jarige Sennheiser af als directeur ten gunste van zijn zoon Jörg Sennheiser. Wel bleef hij aan als consulent. Hij overleed enkele dagen na de viering van zijn 98ste verjaardag.

## Erkenning
Voor zijn werk kreeg Fritz Sennheiser diverse belangrijke onderscheidingen:
- 1960: Eredoctoraat van de TU Hannover
- 1976: Erevoorzitter van het bedrijfschap Audio- en Videotechniek van de ZVEI
- 1980: ZVEI-Erelidmaatschap
- 1981: Karmarsch-herdenkingspenning van de Hannoversche hogeschoolgemeenschap (Freundeskreis der Universität Hannover)
- 2004: Gouden Rudolf-Diesel-Medaille van het Deutsche Institut für Erfindungswesen e.V.
- 2009: Ereburger van de gemeente Wedemark en vermelding in het Goldene Buch van die gemeente.